# FX (televízióadó)
Az FX amerikai kábeltelevíziós csatorna. Tulajdonosa a Walt Disney Television; a The Walt Disney Company az FX Networks, LLC-n keresztül. A székhelye Los Angelesben, Kaliforniában található. A csatornát 1994. június 1-jén indították el.
A csatorna a fizetős prémium tévécsatornák közé tartozik műsorkínálatát tekintve. Társcsatornái az FXM és az FXX; előbbit 1994-ben alapították, míg utóbbit 2013-ban. Az FX filmeket és sitcomokat is ismétel. A reklámmentes tartalom az FX+ nevű streaming-szolgáltatón volt elérhető, a szolgáltatás azonban 2019. augusztus 21-én megszűnt.
Az Egyesült Államokban körülbelül 89.2 millió háztartásban érhető el. Az "FX" nevet több nemzetközi tévécsatorna is viseli, licenc alapján.